# Ян Лош
Ян Непому̀цен Бонифа̀ци Лош, герб Домбра̀ва (на полски: Jan Nepomucen Bonifacy Łoś; на руски: Ян Людвигович Лось) е полски и руски езиковед, славист и диалектолог, доцент в Петербургския университет, професор по славянска филология и полски език в Ягелонския университет, негов ректор в годините 1923 – 1924, автор на фундаменталния труд „Полска граматика“ (Gramatyka polska, 1922 – 1927), член на Полската академия на знанията, член-кореспондент на Българската академия на науките.

## Подбрани трудове
- Zarys historii języka polskiego (1913 – 1914)
- Wiersze polskie w ich dziejowym rozwoju (1920)
- Początki piśmiennictwa polskiego (1922)
- Gramatyka starosłowiańska (1922)
- Gramatyka polska (т. I–III, 1922 – 1927)
- Krótka gramatyka historyczna języka polskiego (1927)